# Elburg
Elburg (anhörenⓘ) ist eine Gemeinde der niederländischen Provinz Gelderland am Veluwemeer mit 23.903 Einwohnern am 1. Januar 2025.

## Orte
Zur Gemeinde gehört die Stadt Elburg, das damit zusammengewachsene Dorf Oostendorp, das dreieinhalb Kilometer entfernte Dorf Doornspijk südwestlich von Elburg, das sechs Kilometer südöstlich der Stadt gelegene Dorf ’t Harde und die kleinen Orte Hoge Enk und Wessinge.
In Oostendorp befindet sich der Sitz der Gemeindeverwaltung.

## Lage und Wirtschaft
Elburg liegt zwischen Nunspeet und Oldebroek am Veluwemeer, über das eine Brücke in die Provinz Flevoland führt. Der Hafen ist für Jachten und kleinere Frachtschiffe erreichbar.
Elburgs Haupterwerbszweig ist der Tourismus (siehe unten: Sehenswürdigkeiten).
Das Dorf ’t Harde, das über einen Kleinbahnhof an der Eisenbahnlinie Amersfoort–Zwolle verfügt und an der Autobahn A28 (Utrecht–Amersfoort–Zwolle) liegt, beherbergt Artilleriekasernen und Truppenübungsgelände der niederländischen Streitkräfte.
Elburg besitzt etwas Industrie, u. a. eine Maschinen- und eine Fleischwarenfabrik, einen der größten Jachtservice- und Winterlagerbetriebe der Niederlande sowie viel Kleingewerbe. In der Umgebung gibt es viele Bauernhöfe (Viehhaltung).

## Geschichte
Elburg wurde 796 erstmals erwähnt. Auch Doornspijk wurde in jener Zeit bereits urkundlich erwähnt. Nach einer Flutkatastrophe (so die Legende, jedoch in letzter Zeit angefochten) wurde die Stadt im 14. Jahrhundert als eine viereckige Festungsstadt mit Vierteln im Schachbrettmuster völlig neu erbaut. Der vom Gelderner Herzog damit beauftragte Baumeister, Arent thoe Boecop, bezog 1393 ein großes, auch heutzutage noch existierendes Haus in der neuen Siedlung. Elburg war für den Fischfang und Getreidehandel berühmt und trat der Hanse bei; es hatte sogar eine eigene Witte bei der jährlichen Schonischen Messe. Die Konkurrenz Hollands nach 1550 führte zu einem Rückgang der Wirtschaftstätigkeit. Im 19. Jahrhundert verfehlte die Stadt eine Chance der wirtschaftlichen Entwicklung, als es nicht gelang, sich mit Grundeigentümern und Eisenbahngesellschaften über einen Eisenbahnanschluss zu einigen. Erst der Fremdenverkehr brachte ab etwa 1955 eine deutliche Verbesserung. Dabei erwies sich die im 19. Jahrhundert verfehlte Modernisierung jetzt als Vorteil: Die Stadt sah 1955 genau so aus wie im Mittelalter und präsentiert sich seitdem den Touristen im Zustand sorgfältiger Sanierung.
Das sehr alte, traditionsreiche und in religiöser Hinsicht konservative Bauerndorf Doornspijk musste 1825 nach einer Überschwemmung ebenfalls ganz neu aufgebaut werden.
’t Harde entstand erst 1851 als Standort des Heeres und entwickelte sich nach 1926 zu einer wichtigen Siedlung rund um den dortigen Artillerieübungsplatz.

## Politik

### Sitzverteilung im Gemeinderat
Der Gemeinderat wird seit 1982 folgendermaßen gebildet:
| Partei                   | Sitze | Sitze | Sitze | Sitze | Sitze | Sitze | Sitze | Sitze | Sitze | Sitze | Sitze |
| Partei                   | 1982  | 1986  | 1990  | 1994  | 1998  | 2002  | 2006  | 2010  | 2014  | 2018  | 2022  |
| ------------------------ | ----- | ----- | ----- | ----- | ----- | ----- | ----- | ----- | ----- | ----- | ----- |
| Algemeen Belang          | 3     | 3     | 3     | 3     | 3     | 4     | 4     | 4     | 4     | 4     | 4     |
| ChristenUnie             | –     | –     | –     | –     | –     | 4     | 3     | 3     | 4     | 5     | 4     |
| Liberaal Elburgs Verbond | –     | –     | –     | –     | –     | –     | –     | –     | –     | –     | 3     |
| Elburg Beleid            | –     | –     | –     | –     | –     | –     | –     | 2     | 2     | 2     | 3     |
| PvdA                     | 2     | 3     | 2     | 2     | 3     | 2     | 3     | 2     | 1     | 1     | 3     |
| D66                      | –     | –     | 1     | 1     | 3     | 0     | –     | –     | 1     | 0     | –     |
| SGP                      | 4     | 4     | 4     | 4     | 3     | 3     | 3     | 3     | 3     | 3     | 2     |
| CDA                      | 5     | 5     | 5     | 4     | 4     | 4     | 3     | 3     | 2     | 2     | 2     |
| VVD                      | 3     | 3     | 2     | 2     | 2     | 2     | 2     | 1     | 2     | 2     | 1     |
| Gemeentebelang           | –     | –     | –     | –     | –     | –     | 1     | 1     | 0     | –     | –     |
| RPF                      | –     | 1     | 2     | 3     | 4     | –     | –     | –     | –     | –     | –     |
| Boerenpartij             | –     | –     | 0     | –     | –     | –     | –     | –     | –     | –     | –     |
| Gesamt                   | 17    | 19    | 19    | 19    | 19    | 19    | 19    | 19    | 19    | 19    | 19    |

### Bürgermeister
Seit dem 13. Oktober 2017 ist Jan Nathan Rozendaal (SGP) amtierender Bürgermeister der Gemeinde. Zu seinem Kollegium zählen die Beigeordneten Willem Krooneman (ChristenUnie), Henk Wessel (Algemeen Belang), Arjan Klein (SGP), Lyda Sneevliet-Radstaak (CDA) sowie der Gemeindesekretär Johan van der Jagt.

## Sehenswürdigkeiten
Elburg ist in den Niederlanden bekannt für sein gut erhaltenes mittelalterliches Stadtbild. Das Heimatmuseum befindet sich im historischen Agnetenkloster (erbaut 1418), dessen mittelalterliche Kapelle erhalten ist. Das Museum zeigt unter anderem die Hinterlassenschaft des Seehelden Jan Hendrik van Kinsbergen (1735–1819), der nach seinem Abschied aus dem aktiven Militärdienst einige Zeit in Elburg lebte und die Stadt sehr liebte. Der Grundriss der einstigen Stadtbefestigung ist noch heute gut zu erkennen (siehe Bild). Die Stadtmauer ist nur noch zu einem kleinen Teil erhalten; ihr eingerissener Teil wurde von der bekannten Gartenarchitektin Mien Ruys mit einem baumreichen Park überbaut, der den historischen Stadtkern ringförmig umschließt und seinerseits von einer breiten Gräfte umgeben wird. Nahe dem Fischtor („vispoort“) können Teile der früher militärisch genutzten unterirdischen Kasematten besichtigt werden. Die Nikolaikirche datiert aus dem 15. Jahrhundert und ist im Sommer zur Besichtigung geöffnet. Die nur etwa 20 Hektar große Altstadt mit ihren teilweise engen Gassen bietet viele malerische alte Häuser aus der Periode 1400–1800. Vor den Haustüren liegen kleine, bunte und oft sehr alte Aufstiege, „keitjesstoepen“ genannt.
Am Fischtor, in der Zufahrt zum Veluwemeer und unweit der Brücke über das Veluwemeer besitzt Elburg Jachthäfen, die von Wasserwanderern gern aufgesucht werden; das Veluwemeer selbst hat dem Wassersportler viel zu bieten.
Bei ’t Harde beginnt das Waldgebiet der Veluwe. Auch Teile des Militärgebiets stehen dem Wanderer und Radfahrer mitunter offen. (Wenn kleine rote Fahnen gehisst sind, ist das Gebiet wegen Schießübungen gesperrt.) Die bis zu 60 Meter hohen heidebedeckten Hügel bieten manchen schönen Fernblick.
In ’t Harde befindet sich ein Museum der niederländischen Artillerie.
Elburg beherbergt in der Van Kinsbergenstraat (Altstadt) das Nationale Orgelmuseum der Niederlande.

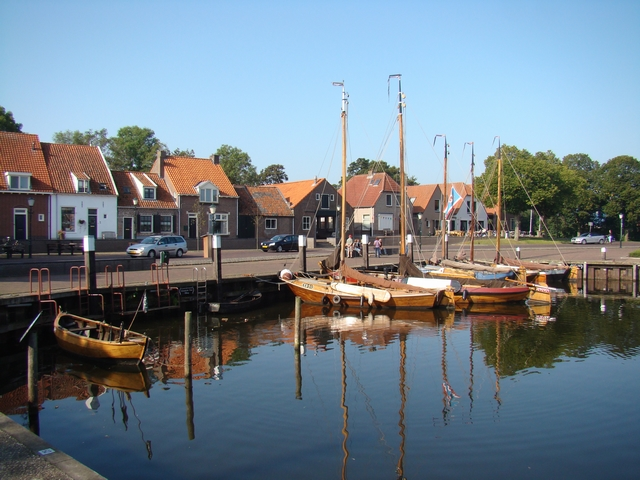
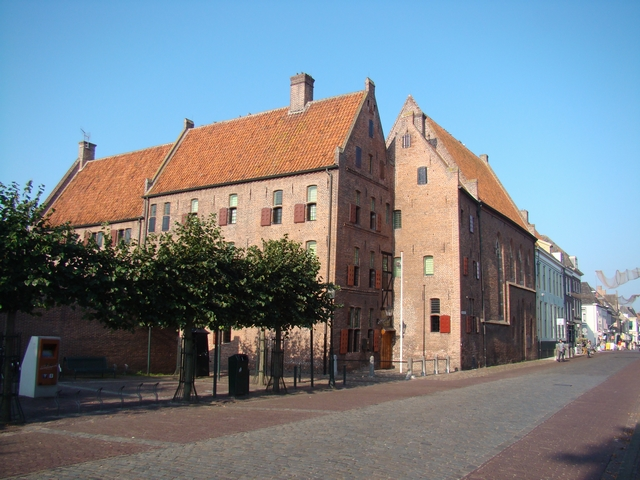
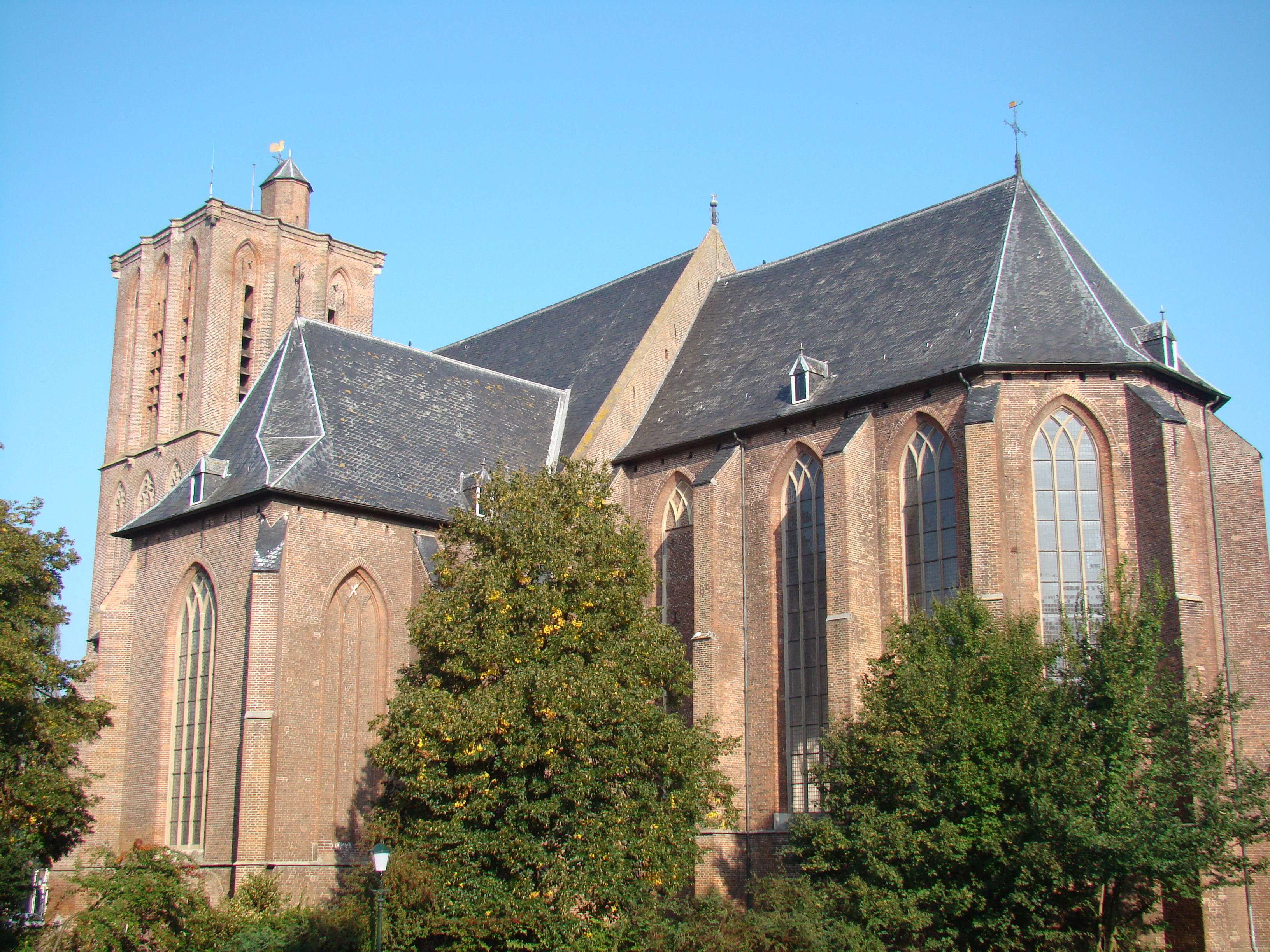
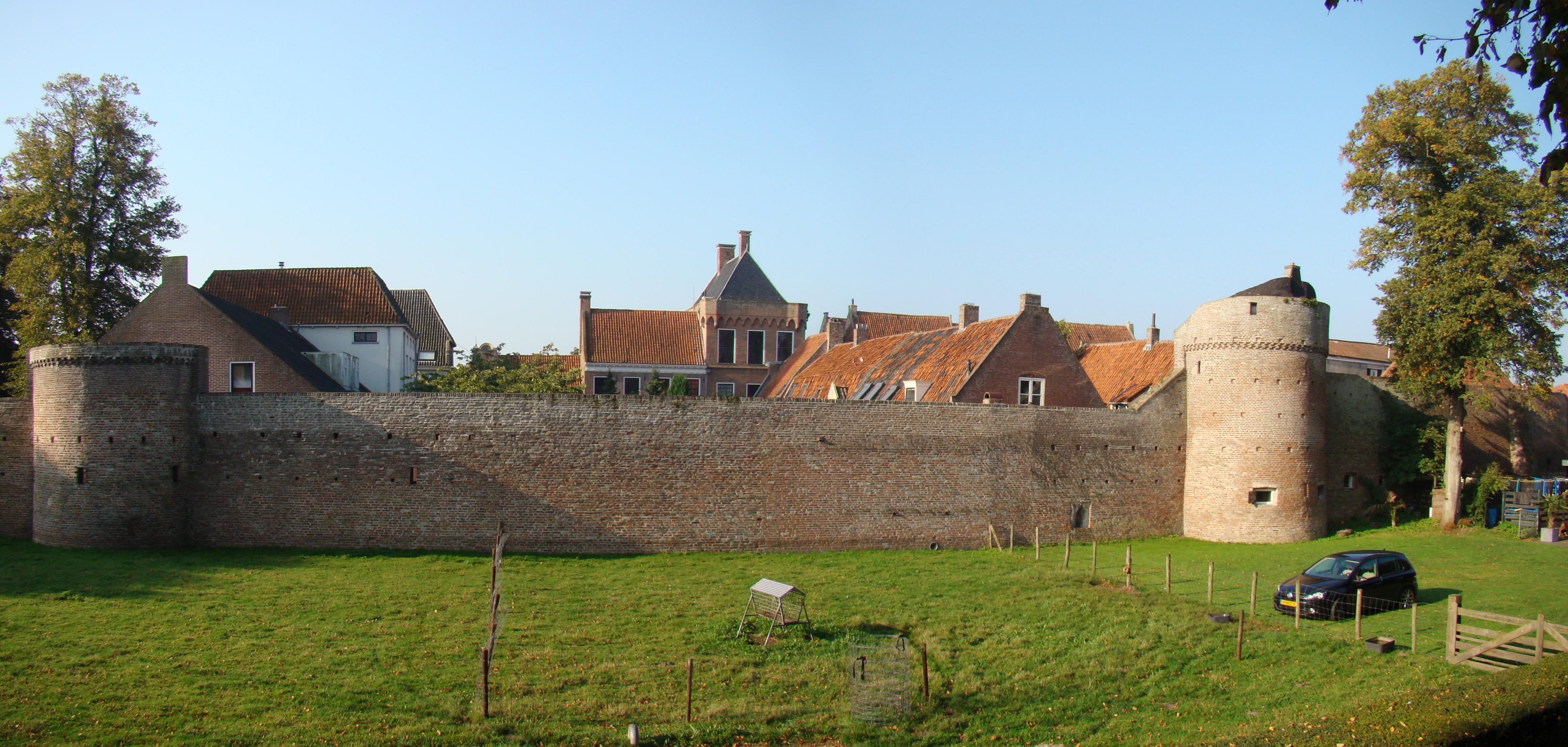
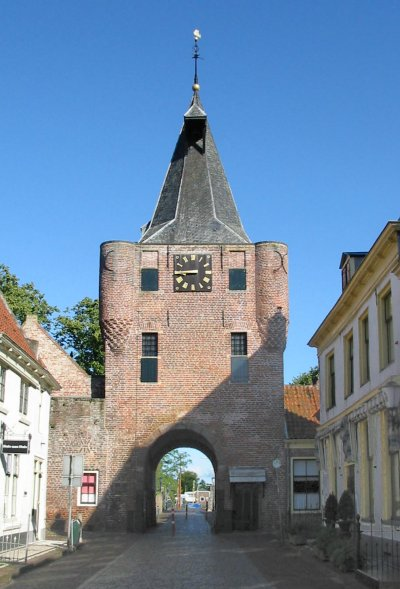
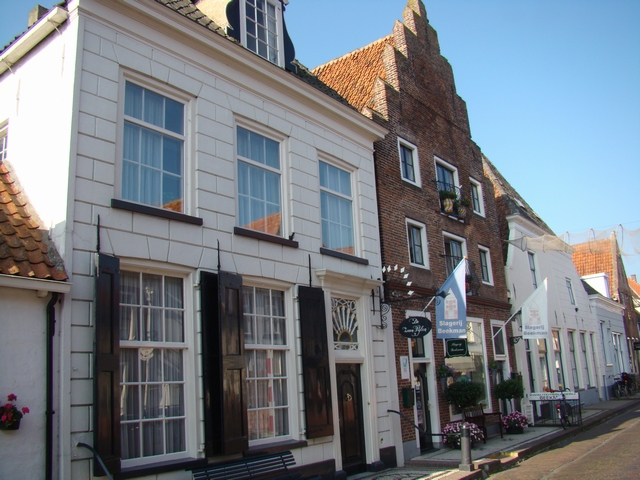
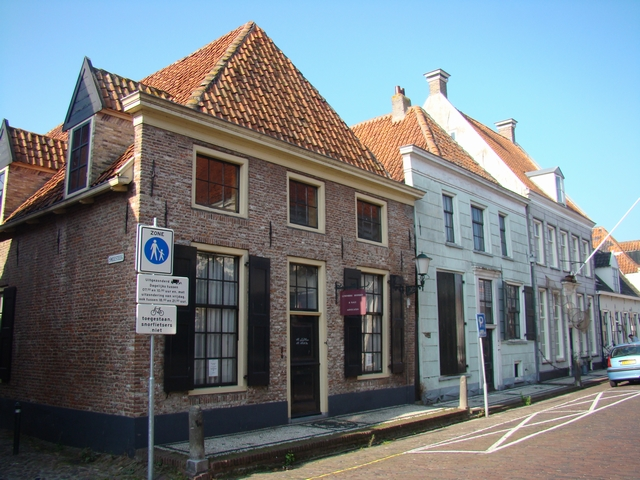
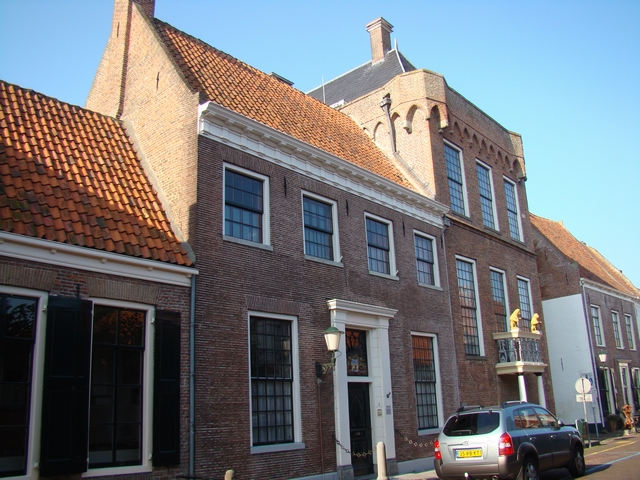

## Städtepartnerschaften
- Haselünne, Deutschland

## Söhne und Töchter der Gemeinde
- Maria Catharina Feith (1664–1740), Stifterin
- Maria Harmens Courage (1683–1773), Stifterin
- Jacob Jan van der Maaten (1820–1879), Maler und Grafiker
- Jaap Smit (* 1957), Politiker